# Chirbat Szihab
Chirbat Szihab (arab. خربة شهاب) – wieś w Syrii, w muhafazie Aleppo. W 2004 roku liczyła 1375 mieszkańców.